# 정창모
정창모(鄭昌謨, 1931년 12월 16일~2010년 7월 25일)는 조선민주주의인민공화국의 미술가(동양화 화가이며 수묵화 화가 겸 조선화 화가)이자 대학 교수였다.

## 생애

### 일생
본관은 함평(咸平)이고 호(號)는 효원(曉園)이며 전라북도 전주에서 중농 집안(전주 정숭용 중농가)의 슬하 3남 2녀 중 차남(5남매 중 넷째)으로 출생하였고 1942년 동양화가로 일제강점기 말기 화단에 첫 입문하였으며 1944년 수묵화가로 첫 입문하였고 8·15 광복 이후에도 미 군정 남조선 과도정부 시대의 동양화가 겸 수묵화가로 활약하다가 1950년 6·25 한국 전쟁 때 북괴 인민의용군 사병으로 강제 징집되어 강제 월북하였다.
이후 그는 종전 1개월 뒤인 1953년 8월 23일 당시를 전후하여 북괴 인민의용군에서 군필 제대 조치 처분되었고 1959년에는 평안남도 평양미술대학교 조선화미술학과에 입학(당시 29세)하여, 이후 1963년 평양미술대학교 조선화미술학과에서 학사 학위를 취득(당시 33세)하였으며 이후 조선화가로 활동하였고 또 아울러 한때 1971년 3월부터 이듬해 1972년 9월까지 자신의 모교 평양미술대학교의 교수를 잠시 지낸 적이 있다.

### 경력
앞서 언급을 한 내용처럼 정창모는 일제강점기 전라북도 전주군에서 태어나 한국 전쟁 때(1950년)에 북괴 인민의용군 사병으로 강제 징집되면서 강제적으로 월북하였다. 군필 제대 이후에는 조선화가로 활동하면서 특히 풍경화와 화조화를 많이 그렸으며, 밑그림 없이 한 번에 그려내는 몰골법의 대가이다.

### 말년
2000년 8월 13일, 대한민국의 서울특별시에 왔던 이산가족 방문단에도 참여하여 남동생 등의 가족을 만났다.
뉴스 보도에 따르면, 정창모는 2010년 7월 25일에 지병으로 별세한 것으로 알려져 있다.

## 주요 작품

### 조선화
- 《금강산 계곡》
- 《만경대의 봄》

## 학력
- 전라북도 전주완산국민학교 졸업(1944년 3월)
- 전라북도 전주고등보통학교 졸업(1950년 2월)
- 평안남도 평양미술대학교 조선화미술학과 학사(1963년 3월)

## 인간 관계
- 조선민주주의인민공화국의 조선화가 김기만(金基萬)의 사제(師弟)이며 조선민주주의인민공화국의 서양화가 겸 조선화가 선우 영(鮮于 英)의 스승이다.